# Hieronymus Brunschwig

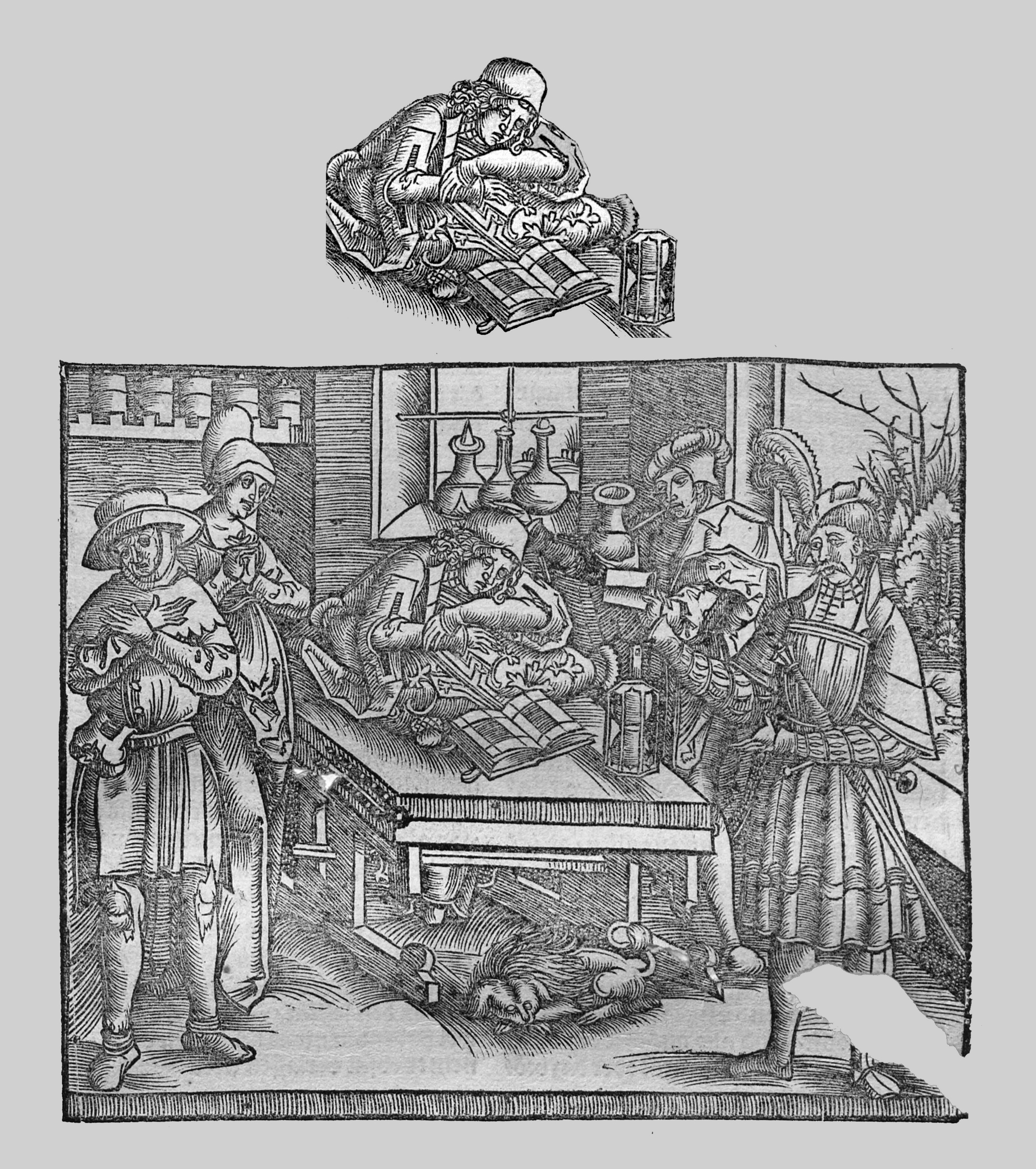
Hieronymus Brunschwig: Liber de arte distillandi de compositis. Buch V: Einleitung. Vermutetes Autorenportrait

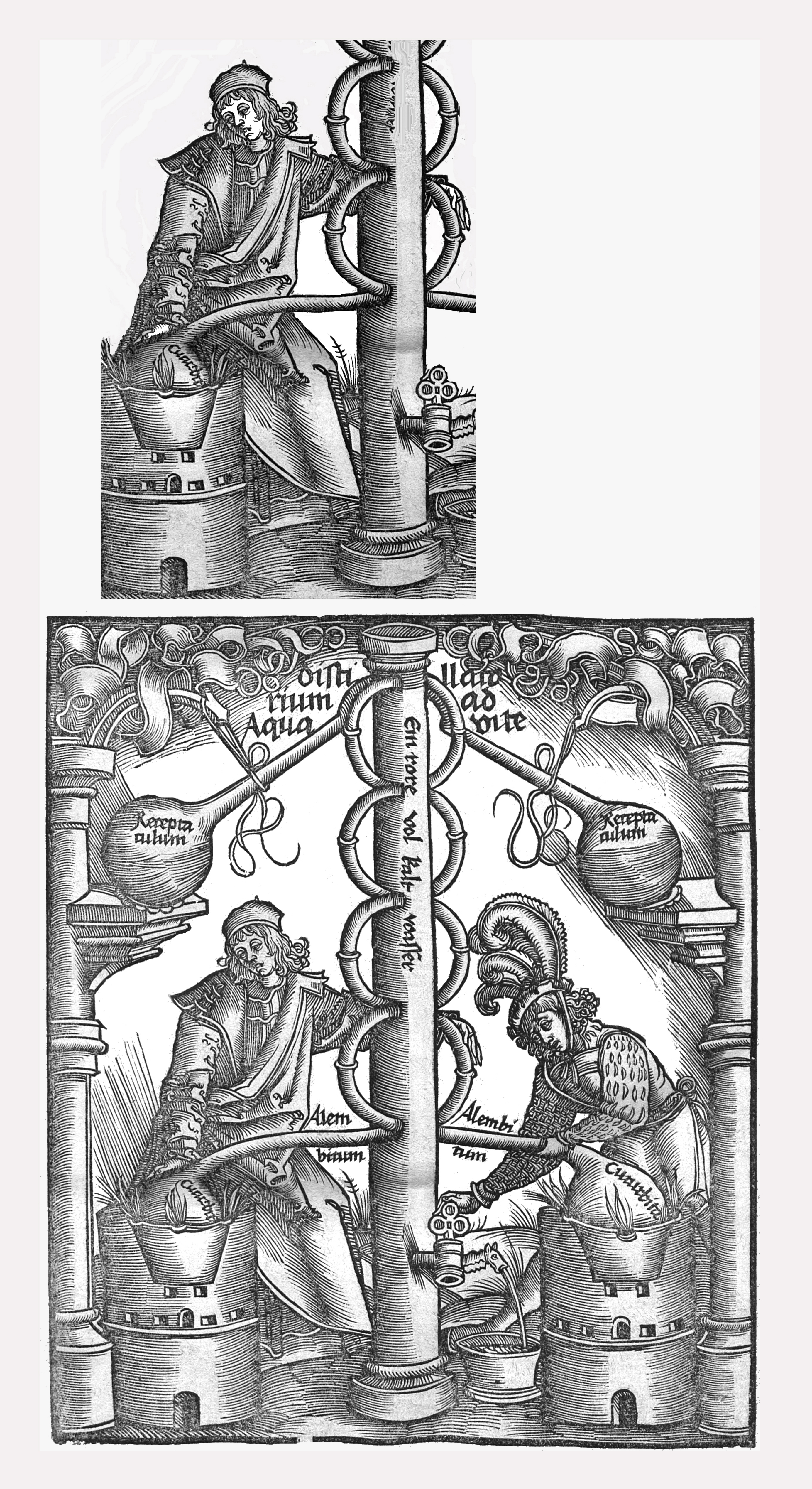
Hieronymus Brunschwig: Liber de arte distillandi de compositis. Titelseite. Vermutetes Autorenportrait

Buch der Cirurgia. Titelblatt

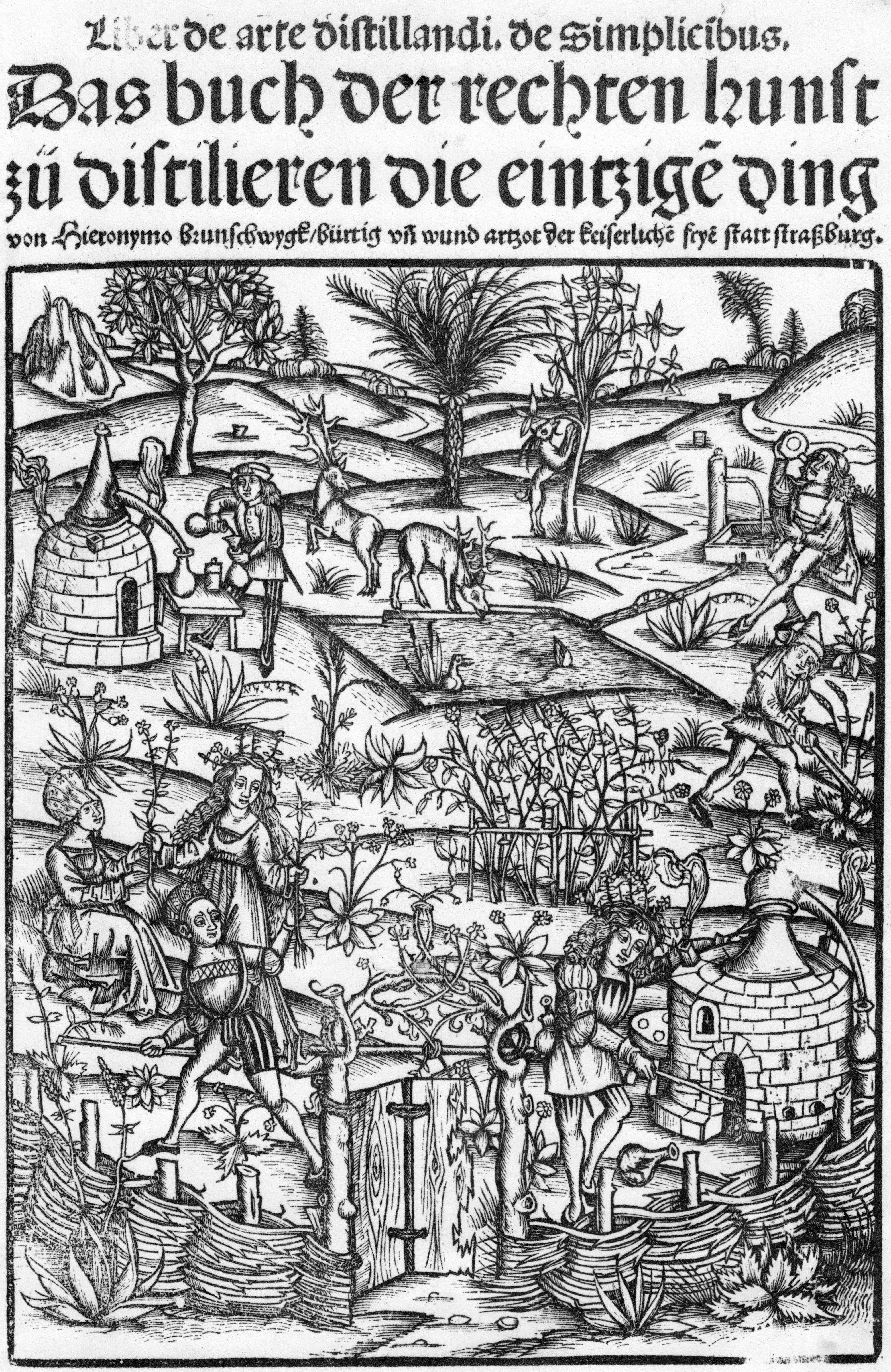
Kleines Destillierbuch. Titelblatt

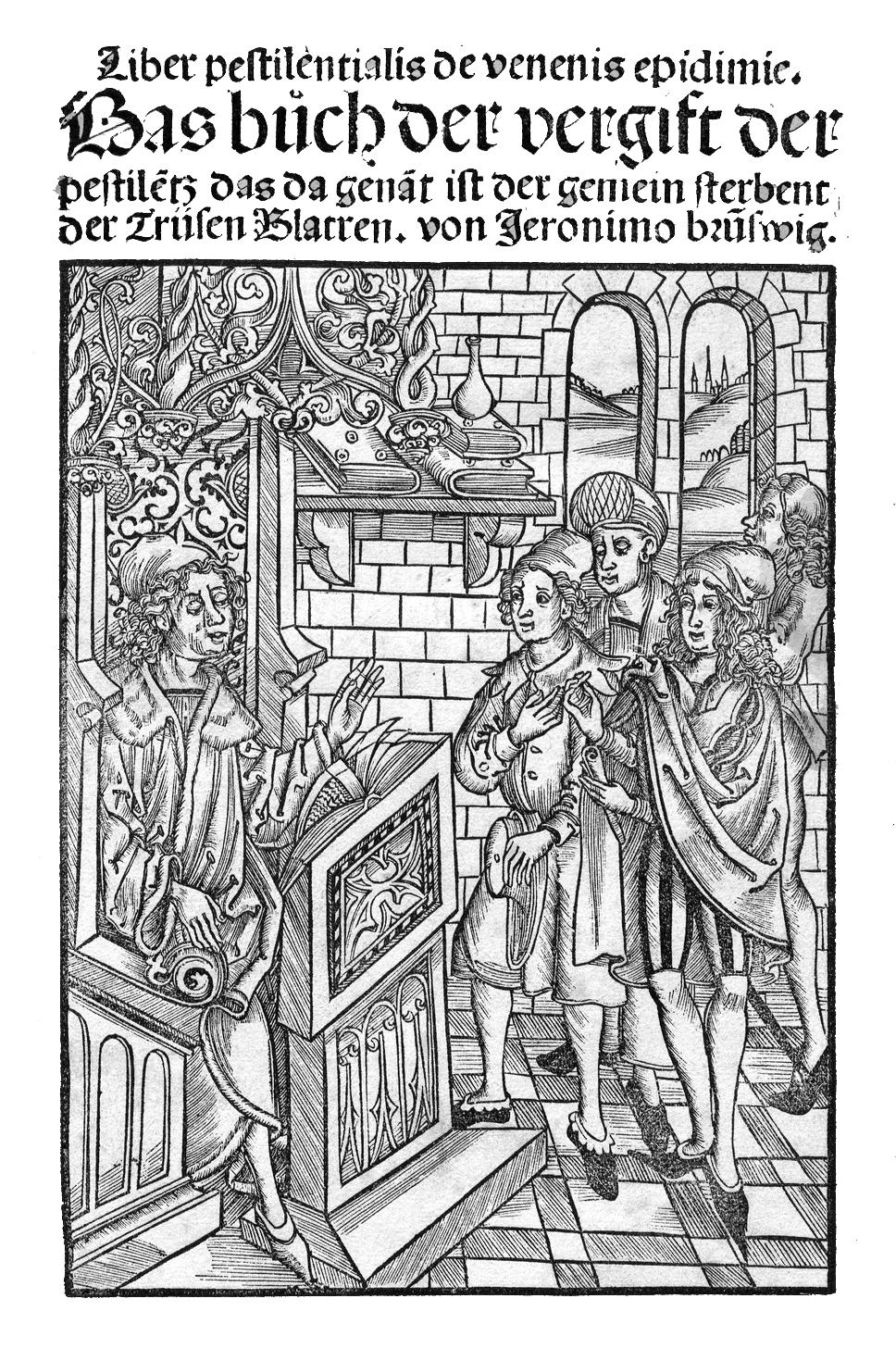
Liber pestilentialis. Titelblatt

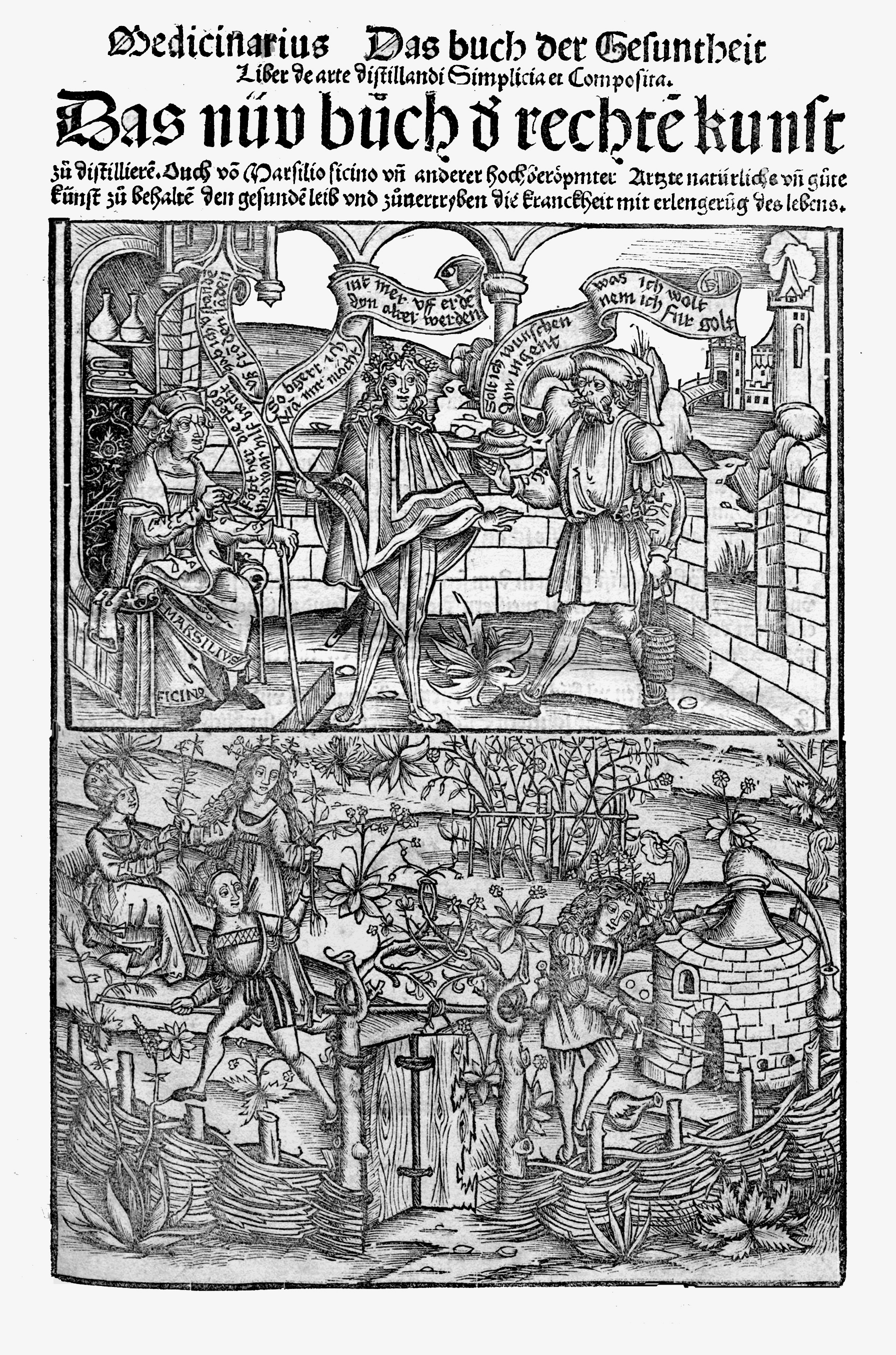
Medicinarius. Titelblatt

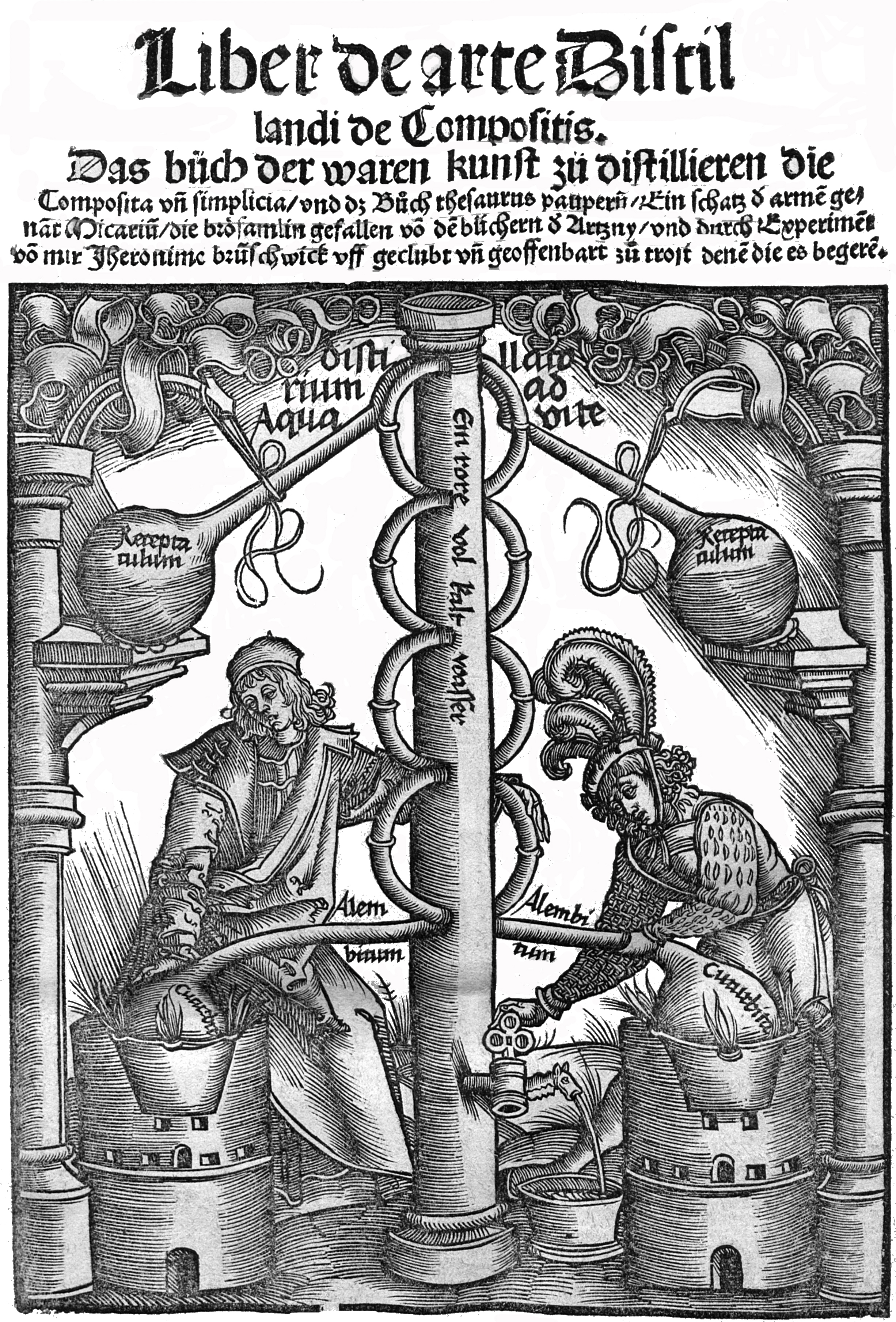
Großes Destillierbuch. Titelblatt

Hieronymus Brunschwig (* um 1450 in Straßburg; † Ende 1512 oder Anfang 1513 ebenda), gelegentlich auch Hieronymus Brunswik und Hieronymus (von) Brunswig geschrieben, war ein deutscher Wundarzt und Botaniker. Er verfasste vor allem chirurgische und pharmazeutisch-botanische Schriften in deutscher Sprache und gilt als Vorgänger der Väter der Botanik.

## Leben und Wirken
Unklar sind Eckdaten des Lebens von Hieronymus Brunschwig. Dass er aus einem Straßburger Bürgergeschlecht (wohl dem der Salern oder Saulern) stammte, im Ausland studierte und an den burgundischen Kriegen (um 1475) teilnahm, scheint aus einigen Stellen in seiner Cirurgia hervorzugehen, entbehrt aber eines sicheren Beweises. Er war seit den letzten Jahren des 15. Jahrhunderts vor allem Wundarzt und als solcher chirurgisch in Straßburg tätig. Vorbildlich wurden seine Behandlungsweisen von Schusswunden. 1461 beobachtete er in Koblenz, wie man einen „durch zu viel Studieren von Sinnen gekommenen Schulmeister binden musste“, der dann durch die Gabe von Arzneizubereitungen aus Ochsenzungenkraut geheilt wurde. Im Jahre 1466 hielt er sich in Würzburg auf, wo er mit dem dortigen Wundarzt Hans Pfarrer Kontakt hatte. Ende des 15. Jahrhunderts ließ er sich in Straßburg als Wundarzt nieder und begann umfangreiche medizinische Texte zusammenzustellen. Insbesondere sein Kleines Destillierbuch fand große Verbreitung.
In seinem 1518 erstmals aufgelegten „Spiegel der Arznei“ unterschied Lorenz Fries drei Ärztekategorien: „Methodici“, „Empirici“ und „Rationales“. Unter den „Empirici“ war eine Beschreibung von Hieronymus Brunschwig eingefügt:

„Die andern heiſſen empirici / ſein die ſo ir ſachen allein geſetzt haben in die ding / ſo ſie erfaren haben / welche achten das der artznei kein kunſt mer not ſei. […] vnd in ſunds einer dem die armen lüt für ſein hauß lauffen wenn sie wöllen fiſch kauffen ſchryend / Ach lieber du hilffeſt allen menſchen hilff vns auch / wir ſeind in den dörffern vnd schlöſſern / findent nit ſo vil fiſch zů kauffen als bei denem hauß. Des halb er inen zwei ſchöner bücher gemacht hat / darin findeſt vil hüpſcher ler wie wol er im grund der ler vnd das latin verſtanden / het wol gnůg gethon / ſouil er dieſer kunſt von der artzney gewüßt / hat ſich wol geübt / aber im grund obgeſchwebt.“

Diese Beschreibung des Straßburger Wundarztes war von den Setzern des Verlegers Grüninger unter Umgehung des Autors und des Druckers eingefügt worden. Sie wurde in den folgenden, zunächst von Fries, ab 1529 von Otto Brunfels überarbeiteten Auflagen getilgt.
Otto Brunfels und Hieronymus Bock, zwei Botaniker-Ärzte des 16. Jahrhunderts, äußerten sich anerkennend über Brunschwigs Pionierleistungen auf dem Gebiet der Botanik:

„Zum andern / ſo hab ich an etlichen orten auch deren gemeyne Herbaria etliche angezogen / vnd namlich Hieronymi von Brunſchweyg / welcher bey mir in groſſzer acht. dann vil gůts bewärts dings auch in den ſelbigen. Iſt aber mein meynung nit / ein vertrawen vff diſe ding zů ſetzen / oder auch daruff zů füren / vnd die ſpeculatiuam medicinam verwerffen / ſonder die künſten der artzeney ſoll man darzů brauchen / vnd deren regeln zůvor wol war nemen.“

„Aber ſo vil die Einfache Artzney der Kreutter belanget / hat Gott den frommen vnd gelehrten Ottonem Brunfelſium / nach dem fleiſſigen Hieronymo Braunſchweig im Teutſchen lande erweckt / welche die Kreutter zů beſchreiben ſich vnderzogen.“

## Schriften
- Dis ist das buch der Cirurgia. Hantwirckung der wundartzny. Johann Grüninger, Straßburg (4. Juli) 1497.[19]

Dies war das erste gedruckte Chirurgiebuch in deutscher Sprache. Es schöpfte im Wesentlichen aus der „Großen Chirurgie“ des Guy de Chauliac und enthält auch Inhalte einer deutschen Übersetzung des Werks von Wilhelm von Saliceto.
Bereits im Dezember 1497 gab Hans Schönsberger in Augsburg einen Raubdruck des Brunschwig’schen Chirurgie-Buches heraus. Daraufhin fügten Brunschwig und sein Verleger Grüninger der noch nicht verkauften Restauflage ihrer Erst-Ausgabe vier Abhandlungen hinzu, die sich, wie das gesamte Werk, aus der „Großen Chirurgie“ des Guy de Chauliac speisten: 1. Über Balsamierung („zů behalten die korper der dotten menschen“) 2. Über Amputation („tractat von den glydern ab zů schniden“) 3. Über die Ausscheidung von Eingeweideparasiten („so ein mensch slangen oder ander gewürm in dem lybe hat on schaden von dem menschen zů bringen“) 4. „Von der Anathomi“ mit einer Skelett-Abbildung, die in der Tradition  französisch-deutscher Skelett-Abbildungen des ausgehenden 15. Jahrhunderts stand.
Weitere Ausgaben vom „Buch der Cirurgia“, etwa als Das buch der wund Artzney. Handwirckung der Cirurgia: Grüninger, Straßburg 1513; Ludwig Dietz, Rostock 1518 (Niederdeutsche Ausgabe); Alexander Weissenhorn, Augsburg 1534 und 1539.
Übersetzungen: Peter Trevis, London 26. März 1925 (englisch); Jan Berents, Utrecht 13. Januar 1535 (niederländisch)
Nachdrucke im 20. Jahrhundert: Carl Kuhn, München 1911 (mit einem Kommentar von Gustav Klein); Liers, Mailand 1923 (mit einem Kommentar von Henry E. Sigerist); Christian Probst, Gerhard Zierau, Gertenbach 1967; Kölbl, München-Allach 1968; August Köhler, Oberkirch ohne Jahr (ca. 1970); Wissenschaftliche Buchgesellschaft, Stuttgart 1970, ISBN 978-3-534-00016-6.
- Liber de arte distillandi de simplicibus. Das buch der rechten kunst zü distilliren die eintzigen ding (= Kleines Destillierbuch). Johann Grüninger, Straßburg 8. Mai 1500.[33]

Neudruck zusammen mit weiteren Abhandlungen im Medicinarius ab 1505 (siehe unten). Darüber hinaus wurde der Liber de arte distillandi de simplicibus zusammen mit dem  Gart der Gesundheit (Mainz 1485) in das Kräuterbuch von allem Erdgewächs von Eucharius Roesslin dem Jüngeren integriert (Frankfurt am Main 1533, 1535, 1536, 1538, 1540, 1542 und 1546).
Übersetzungen : 1) Niederländisch durch Thomas van der Noot in Brüssel. 1517. 2) Englisch durch Lawrence Andrew in London. 1527. 3) Tschechisch durch Johann Günther in Olmütz. 1559.
- Liber pestilentialis de venenis epidemie. […] Das Buch der Vergift der Pestilentz, das da genant ist der gemein sterben. Johann Grüninger, Straßburg 19. August 1500.[35]

- Medicinarius. Das buch der Gesundheit Liber de arte distillandi Simplicia et Composita […] Ouch von Marsilio Ficino und anderer hochberoempter Artzte natürliche und guote künst zuo behalten den gesunden leib. Johann Grüninger, Straßburg 1. April 1505[36]

Darin :
1. der Liber de arte distillandi de simplicibus (Kleines Destillierbuch),
2. die Abhandlung De vita libri tres von Marsilio Ficino (Deutsch von Johannes Adelphus aus Straßburg),
3. Drogen-Glossare und
4. eine Abhandlung mit dem Namen De Quinta essentia beeinflusst durch das Buch De consideratione quintae essentiae von Johannes de Rupescissa.

Neudruck: Straßburg 16. März (Hilarius) 1508, 1515, 1521, 1528, 1531, 1537 ; Frankfurt am Main 1551, 1554, 1555, 1560, 1610, 1614.
- Liber de arte distillandi de compositis (= Großes Destillierbuch). Johann Grüninger, Straßburg (24. Februar) 1512[38]

Darin :
1. ein Buch über „Quinta essentia“ und andere alchimistische Medikamente – mit langen Passagen aus dem Buch De consideratione quintae essentiae von Johannes de Rupescissa,
2. eine Aufzählung von simplicia und composita – geordnet nach Krankheiten,
3. eine Aufzählung von simplicia und composita – geordnet nach dem Sitz der Krankheit (von Kopf bis Fuss),
4. eine Aufzählung von simplicia und composita – zum Gebrauch in der Chirurgie und
5. eine Abhandlung mit dem Titel Thesaurus pauperum – Arzneibuch in 45 Kapiteln mit billigen Arzneien für die Armen.

Der Thesaurus pauperum wurde separat neu aufgelegt :
- unter dem Titel Hausapotheke oder Hausarzneibüchlein; (39 Drucke. 1537–1658) und
- unter dem Titel Apotheke für den gemeinen Mann – zusammen mit dem Michael Puff zugeschriebenen Büchlein von den ausgebrannten Wässern; (30 Drucke. 1529-1619).

Neudrucke des vollständigen Liber de arte distillandi de compositis: Straßburg 1519, 1531, 1532; Frankfurt am Main 1538, 1551, 1552, 1597; Leipzig 1972.
Nachdrucke von „Großes Destillierbuch“ im 20. Jahrhundert: Basel 1971; Leipzig 1972; München-Grünwald o. J. (= Ars destillandi, bearbeitete Ausgaben von 1610).